# Кулига (муніципальне утворення «Сойгинське»)
Кулига (рос. Кулига) — присілок в Ленському районі Архангельської області Російської Федерації.
Населення становить 0 осіб. Входить до складу муніципального утворення Сойгинське поселення.

## Історія
Від 2004 року входить до складу муніципального утворення Сойгинське поселення.

## Населення
| 2002 | 2010 | 2012 |
| ---- | ---- | ---- |
| 0    | ↗1   | ↘0   |